# エコバンク
エコバンク（GSE: ETI NSE: ETIT BRVM: ETI）はトーゴの首都ロメに本部を置く銀行コングロマリットである。正式名称はEcobank Transnational Inc. (ETI)であり、Ecobank Transnationalとも知られている。Ecobankのブランドでアフリカ30カ国で営業しており、特に西アフリカ、中央アフリカの独立した銀行としては確固たる地位を築いている。またそれ以外の東アフリカ、南アフリカにも子会社を有し、アンゴラ、中国、ドバイ、フランス、南アフリカ共和国、イギリスに事務所を構えている。

## 概要
エコバンクは店舗、事務所も含め35カ国で営業している巨大銀行である。そのうちの32カ国はサブサハラ以南の国である。2011年12月の段階での顧客数は840万人と推定され、そのうちの590万人はアフリカで最大の人口を抱えるナイジェリアである。グループ全体の資本は株主の株式US14.59億ドルを含むUS172億ドルである。エコバンクは1,151の支店を持ち、1,487台のATMを営業中である。2011年末での従業員は23,355人だった。

## ネットワーク

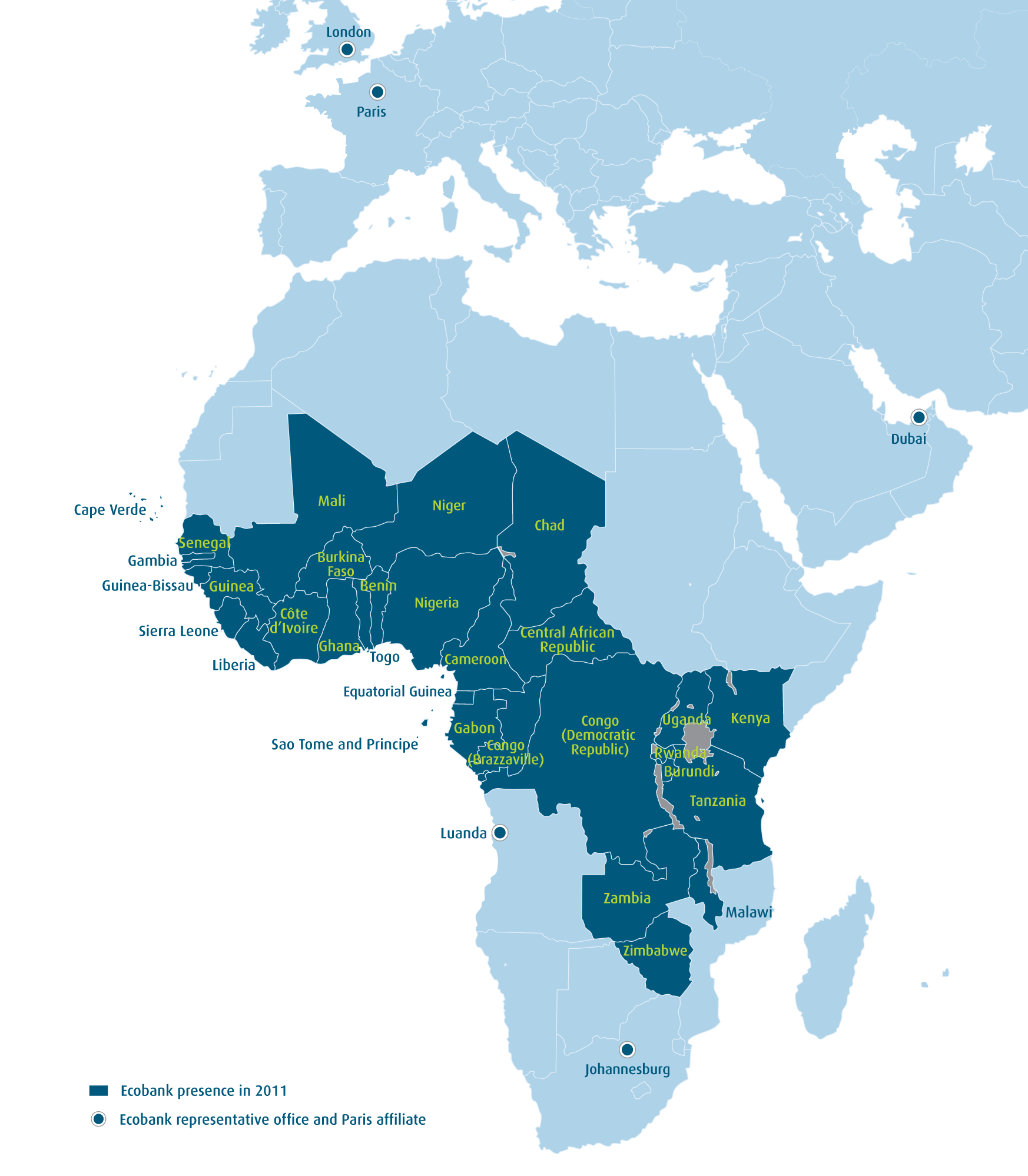
2011年のネットワーク

2012年5月時点でエコバンクは以下の国で子会社を運営している。
- エコバンク・ベナン
- エコバンク・ブルキナファソ
- エコバンク・ブルンジ
- エコバンク・カメルーン
- エコバンク・カーボベルデ
- エコバンク・中央アフリカ共和国
- エコバンク・チャド
- エコバンク・コンゴ共和国
- エコバンク・コートジボワール
- エコバンク・コンゴ民主共和国
- エコバンク・ガボン
- エコバンク・ガンビア
- エコバンク・ガーナ（GSE: EBG）

エコバンク・ガーナとしてもガーナ証券取引所に上場している。
- エコバンク・ギニア
- エコバンク・ギニア・ビサウ
- エコバンク・ケニア
- エコバンク・リベリア
- エコバンク・マラウィ
- エコバンク・マリ
- エコバンク・ニジェール
- エコバンク・ナイジェリア (オーシャニックバンク含む)[5]
- エコバンク・ルワンダ
- エコバンク・サントメ・プリンシペ
- エコバンク・セネガル
- エコバンク・シエラレオネ
- エコバンク・タンザニア [6]
- エコバンク・トーゴ
- エコバンク・ウガンダ
- エコバンク・ザンビア[7]
- エコバンク・ジンバブエ

## 歴史

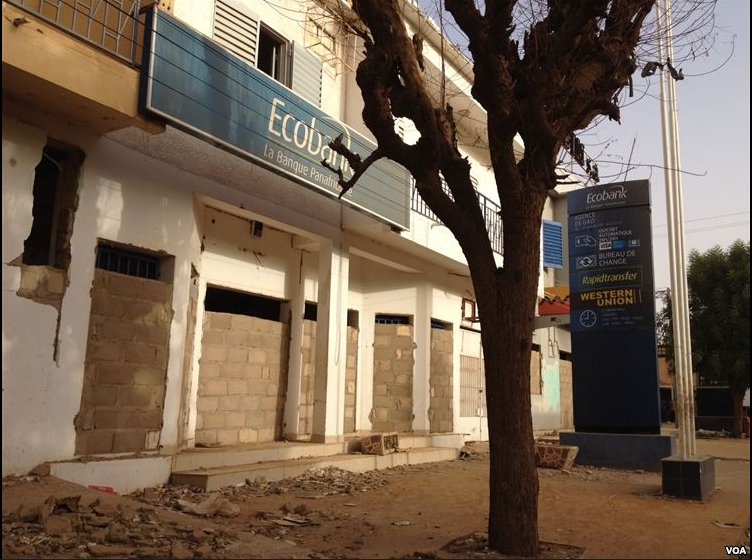
2012年にマリで破壊されたエコバンク

エコバンクは1985年に西アフリカ諸国経済共同体（ECOWAS）の協力のもと西アフリカ商工会議所連合会（Federation of West African Chambers of Commerce and Industry）の1つの部門として設立された。1980年代初期では西アフリカの銀行業界は外資銀行、国有銀行に独占されており、アフリカの民間銀行を運営するのは非常に難しく、エコバンクはこの問題を解決するために設立された。
西アフリカ商工会議所連合会は西アフリカに民間銀行を作るためのプロジェクトを立ち上げ、1984年にEcopromotions S.Aを立ち上げた。Ecopromotions S.Aではエコバンクを立ち上げるための可能性の調査や広報活動が行われた。
1985年10月にUS1億ドルの資本でエコバンクは設立された。その後、1,500を超える西アフリカ諸国の個人や団体からUS3,200万ドル集め、1985年にトーゴのロメでトーゴ政府と合意書を交わした。筆頭株主は西アフリカ諸国経済共同体の発展のための金融投資部門であるECOWAS Fund for Cooperation, Compensation and Development (ECOWAS Fund)だった。

## 子会社
エコバンクには各国の銀行会社とは別に特殊な業務を行う子会社がある。
- Ecobank Development Corporation (EDC) - トーゴ ロメ

EDCはエコバンクのインベストメント・バンキング部門、企業コンサルタント部門の発展のために設立された。EDCは西アフリカの証券取引所にあるブローカーの部屋（brokerage house）3箇所すべての運営、中央アフリカの2箇所の証券取引所（カメルーンのドゥアラ証券取引所、ガボンの証券取引所）の運営を行なっている。
- EDC Investment Corporation - コートジボワール アビジャン
- EDC Investment Corporation - カメルーン ドゥアラ
- EDC Securities Limited - ナイジェリア ラゴス
- EDC Stockbrokers Limited - ガーナ アクラ
- Ecobank Asset Management - コートジボワール アビジャン
- e-Process International SA (eProcess) - トーゴ ロメ

eProcessはグループ全体のIT部門を統括しており、サービスの平均化、効率化、費用低減を行なっている。
- ECV Servicios - ケープベルデ プライア

## エコバンク＝ネドバンク・アライアンス
エコバンク＝ネドバンク・アライアンス（Ecobank-Nedbank Alliance）は2008年にエコバンクと南アフリカ共和国の4大銀行のうちの1つであるネドバンクで結ばれたアラインアス（同盟）は35の国の1,500を超える支店を持ち、アフリカで最大の銀行アライアンスである。

## 株主
エコバンクの株式は西アフリカの3箇所の証券取引所で取引されている。取引されている証券取引所は、ガーナ証券取引所（GSE: ETI）、ナイジェリア証券取引所（NSE: ETIT）、コートジボワールのアビジャンにある西アフリカ証券取引所（BRVM: ETI）。
| 順位 | 株主                                                 | 比率  |
| ---- | ---------------------------------------------------- | ----- |
| 1    | STD NOMS TVL PTY LTD/RENAISSANCE DIRECT INVST        | 18.69 |
| 2    | Ecowas Bank for Investment & Development (BIDC)      | 6.21  |
| 3    | Social Security and National Insurance Trust (SSNIT) | 5.53  |
| 4    | Interlink Securities Limited                         | 4.86  |
| 5    | AFRICA INVST SUB 1 LTD                               | 4.41  |
| 6    | Bourse Regionale des Valeurs Mobilieres (BRVM)       | 4.20  |
| 7    | IICMG SEC (STRUCTURED)                               | 3.36  |
| 8    | Blakeney Group III Limited                           | 2.61  |
| 9    | GLG/HSBC-TRADING                                     | 2.36  |
| 10   | Metropolitan Trust Nigeria Limited                   | 1.72  |